# El rey del mambo
El rey del mambo és una pel·lícula de comèdia espanyola estrenada el 1989 dirigida per Carles Mira, coautor del guió juntament amb Maruja Torres, i coprotagonitzada per la seva germana Magüi Mira. Fou l'última pel·lícula del director abans de morir i fou projectada en la clausura de la X edició de la Mostra de València.

## Argument
Don Martín, és propietari d'una empresa de reparacions, "Averías al instante", i contracta al jove jamaicà Alí per a arreglar antenes de televisió, ja que té una gran habilitat per enfilar-se als sostres. Alhora, però, és atractiu i causa furor entre les veïnes, especialment les madures benestants Carmen i Ana. Això provoca que els homes facin el possible perquè torni a Jamaica.

## Repartiment
- Charo López - Carmen
- Magüi Mira - Ana
- Kelvin Garvanne - Ali
- José Luis López Vázquez - Don Martín
- Pedro Díez del Corral
- Ferran Rañé
- Marta Fernández Muro

## Comentaris
| « | Comèdia casposa a l'espanyola, amb escassíssim recorregut i plantejament veritablement vergonyós. | » |